# Isidorus van Milete de Jongere
Isidorus van Milete de Jongere was een laat-antieke architect. Hij was een neef van Isidorus van Milete, de bouwer van de Hagia Sophia in Constantinopel. 
Nadat de koepel van de Hagia Sophia ingestort was in 558, bouwde Isidorus van Milete de Jongere de koepel weer op. 